# Ghali (rappeur)
Pour les articles homonymes, voir Ghali et Amdouni.
 (octobre 2020).
Ghali, de son nom complet Ghali Amdouni, est un rappeur et chanteur italo-tunisien,,, né le 21 mai 1993 à Milan

## Biographie

### Jeunesse et carrière
Ghali naît le 21 mai 1993 à Milan de parents tunisiens,, et grandit dans la métropole lombarde, dans le quartier de Baggio,.
Il commence sa carrière sous le nom de Fobia, puis opte pour Ghali Foh avant de répondre simplement sous le mononyme Ghali. Il forme, en 2011, le groupe Troupe D'Elite avec le rappeur Ernia, la chanteuse Maite et le producteur Fonzie. Le groupe attire l'attention du rappeur Gué Pequeno qui signe la bande sur son label Tanta Roba. Sous Tanta Roba, Troupe D'Elite sort un EP éponyme le 19 juin 2012, puis un album studio intitulé Il mio giorno preferito le 26 mai 2014. En parallèle, Ghali publie, en autoproduction et en téléchargement gratuit, son premier projet en solo, Leader Mixtape, le 12 juillet 2013.
En 2015, Ghali fonde Sto Records, son propre label discographique. Le 14 octobre 2016, Ghali publie le single Ninna Nanna. Le titre atteint le nombre de 200 000 écoutes sur Spotify en 24 heures, établissant ainsi un record en Italie.
Son dernier Single Paprika est publié le 9 mai 2024 sur toutes les plateformes.

## Discographie

### Albums studio
- 2017 : Album
- 2020 : DNA
- 2022 : Sensazione ultra
- 2023 : Pizza Kebab Vol. 1

### Mixtape
- 2013 : Leader Mixtape

### Compilation
- 2017 : Lunga vita a Sto

### Albums collaboratifs
- 2012 : Troupe D'Elite (EP ; avec Troupe d'Elite)
- 2014 : Il mio giorno preferito (album studio ; avec Troupe d'Elite)

## Filmographie

### Doublage
- 2018 : City of Lies : Tupac Shakur